# Arnaud Miniaylo
 (juin 2019).
Si vous disposez d'ouvrages ou d'articles de référence ou si vous connaissez des sites web de qualité traitant du thème abordé ici, merci de compléter l'article en donnant les références utiles à sa vérifiabilité et en les liant à la section « Notes et références ».
Arnaud Miniaylo, né le 19 mars 1984 à Toulouse[réf. nécessaire], est un joueur français de rugby à XV évoluant au poste d'arrière, de demi d'ouverture, de centre ou encore d’ailier.

## Biographie
Il commence sa carrière au sein du club de la SA Condom.
Lors de la troisième journée de la saison 2007-2008, alors qu'il joue avec le FC Auch, Arnaud Miniaylo joue ses premières minutes en Top 14, dans le cadre du déplacement chez l'US Dax ; il entre sur le terrain après la blessure de Thierry Brana dès la 15e minute. Il dispute ainsi sur l'ensemble de cette saison 2007-2008 deux matchs de Top 14 et trois de Challenge européen.
Au terme de la saison 2017-2018 jouée sous les couleurs de son premier club, la SA Condom, il prend sa retraite de joueur.
Il reprend sa carrière durant la saison 2020-2021 à Condom en Fédérale 3 mais à la suite d'une blessure et de l’arrêt des compétitions dû à la pandémie de Covid-19, il n’effectuera pas de match.[réf. nécessaire]
C’est lors de la saison 2021-2022 qu’il pratiquera sa dernière année de rugby.[réf. nécessaire]

## Carrière

### Carrière jeune
- De la saison 1997-1998 à la saison 1998-1999 à l’école de rugby du SA Condom

- De la saison 1999-2000 à la saison 2001-2002 aux équipes jeunes de l'AS Fleurance

### Carrière sénior
- Association sportive fleurantine (ASF)

De la saison 2002-2003 à la saison 2006-2007 en Fédérale 1
- FC Auch Gers (FCAG)

2007-2008 en Top 14 et Challenge européen
2008-2009 en Pro D2
- Association sportive fleurantine (ASF)

De la saison 2009-2010 à la saison 2012-2013 en Fédérale 2
- AS Tournefeuille

2013-2014 en Fédérale 2
2014-2015 en Fédérale 3
- Société athlétique condomoise (SAC)

2015-2016 et 2016-2017 en Honneur
2017-2018 en Fédérale 3 où il mettra un terme à sa carrière
2021-2022 en Fédérale 3 il reprend sa carrière pour une ultime année dans son tout premier club.